# Ighil
Ighil (en árabe marroquí: إيغيل) es una pequeña ciudad y comuna rural ubicada en la provincia de Al Hauz, dentro de la región de Marrakech-Tensift-Al Hauz en Marruecos. Según los datos del censo realizado en el año 2014, la comuna tenía una población total de 5695 personas distribuidas en 997 hogares.

## Historia
El municipio de Ighil se creó en 1992. 
El 8 de septiembre de 2023, Ighil fue el epicentro del terremoto de Marrakech-Safi de 2023.